# Balaguli, Belur
Balaguli là một làng thuộc tehsil Belur, huyện Hassan, bang Karnataka, Ấn Độ.